# Оперний театр Граца
Оперний театр Граца (нім. Opernhaus Graz) — оперний театр у другому за величиною австрійському місті Грац, федеральної землі Штирія, Австрія. Побудований у необароковому стилі в 1899 році за проєктом віденського архітектурного дуету Фельнер і Гельмер він є другим за величиною оперним театром у Австрії після Віденської державної опери. Оперний театр у Граці — це багатожанровий театр, у якому, крім опер, також виставляють балети, мюзикли та оперети.

## Історія

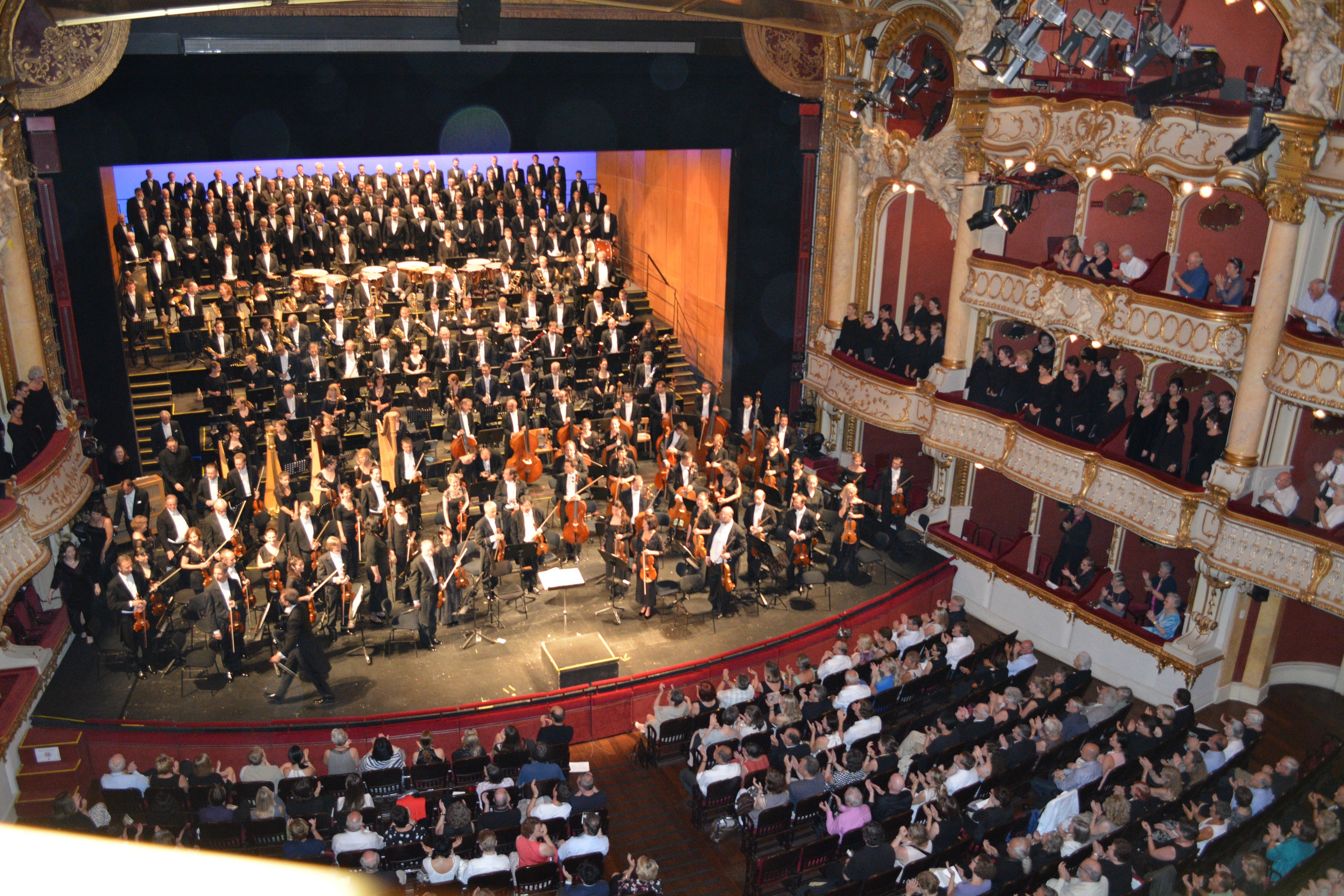

Будівництво театру тривало один рік і було завершене 16 вересня 1899 року. Театр відкрили виставою «Вільгельм Телль» Йогана Фрідріха Шиллера до 50-річчя царювання імператора Франца Йосифа I. Будівельні роботи виконувала віденська архітектурна спілка — бюро архітекторів Фердинанда Фельнера та Германа Гельмера за проєктом архітектора Людвіга Мугрі (1861–1929).

## Архітектура

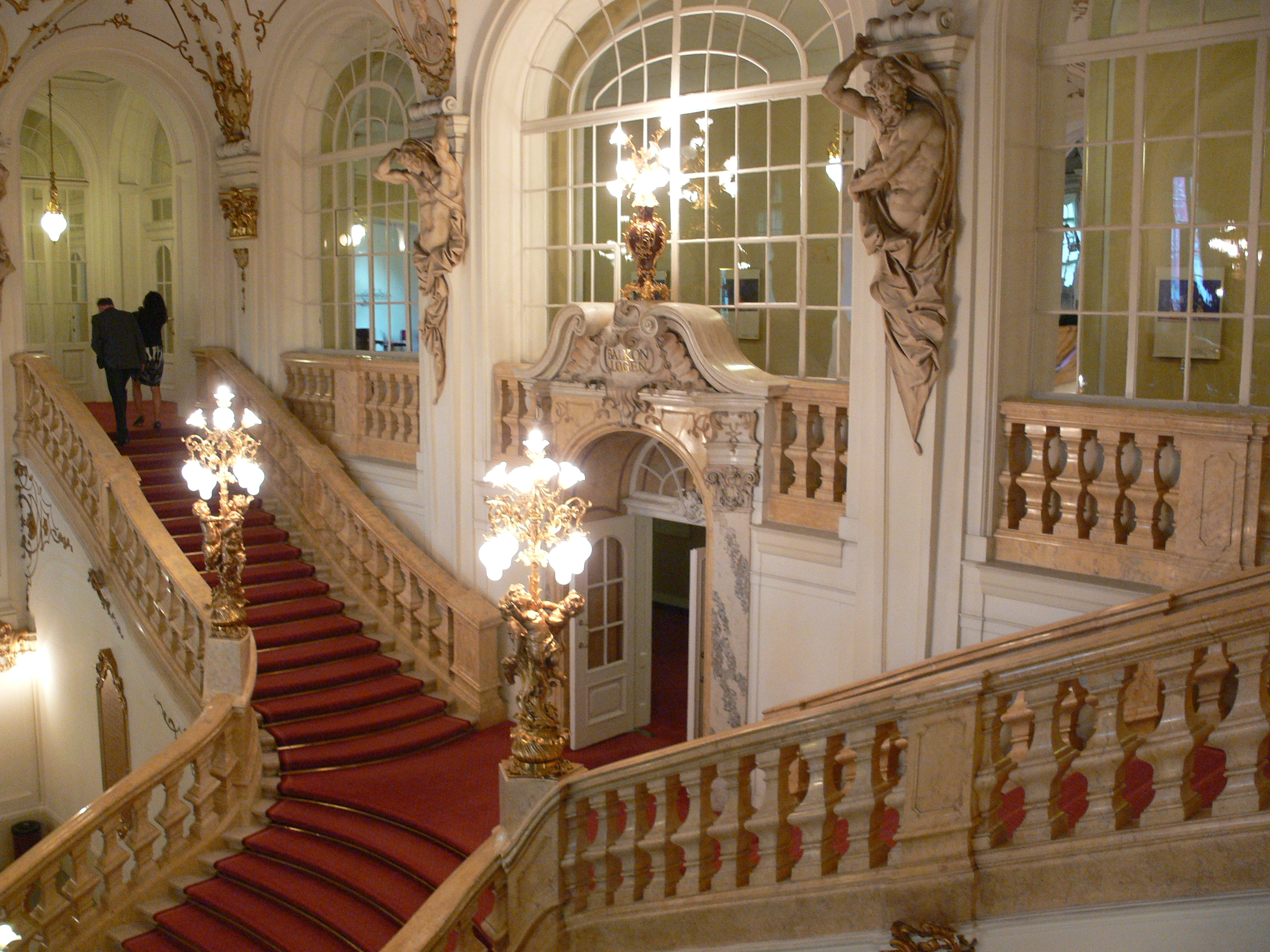
Головні сходи театру. 2009

Всупереч прихильникам тодішнього стилю німецького Відродження з елементами готики Фельнер і Гельмер, відомі своїми театральними проєктами, шукали власний австрійський бароковий стиль. Вони спроєктували будівлю театру в стилі визначного архітектора Йогана Бернгарда Фішера фон Ерлаха, що народився в Граці, але не звів там жодного будинку. Цей проєкт був затверджений Радою міста Грац у вересні 1897 року.
Будинок театру має довжину 81,50 м і максимальну ширину 48 м, площа становить 3211 метрів квадратних. Його будівля складається з трьох частин відповідно до свого призначення: вестибюля, зали для глядачів і допоміжного простору. Три основних і два бокових входи ведуть до наповненого світлом чудового вестибюля театру з центральними сходами і двома окремими проходами. Основні сходи розгалужуються на дві секції, що ведуть до галерей, які оточують верхній поверх. Подібна конструкція сходів є у Віденській державній опері, яка послужила моделлю для опери Граца.
Оперний театр Граца є другим оперним театром Австрії після Віденської державної опери.

## Головні диригенти (частковий список)

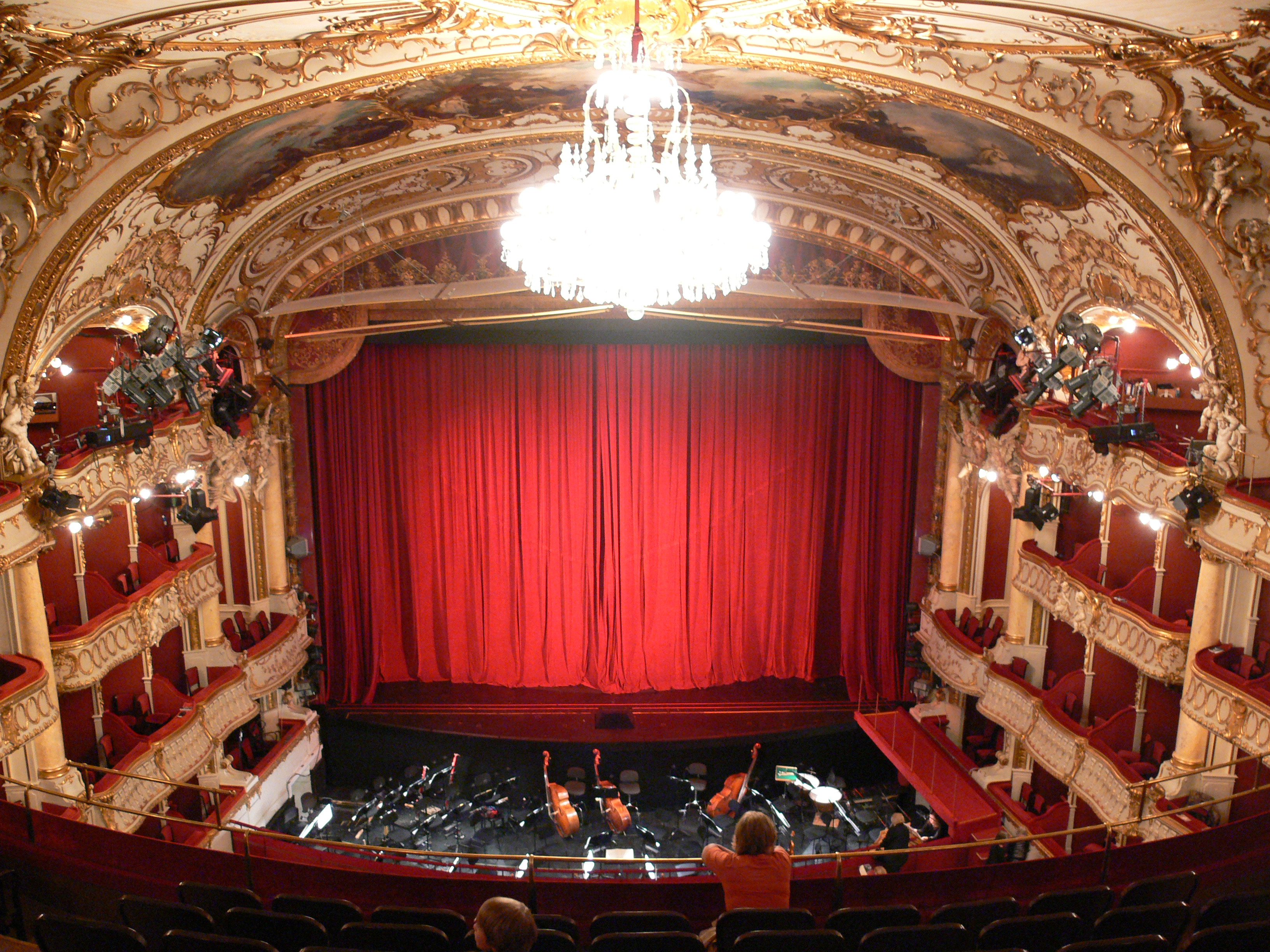
Опера Граца. Глядацька зала. 2009

- Герберт Альберт (1950—1952)
- Нікша Бареза (1981—1990)
- Філіп Джордан (2001—2004)
- Йоганес Фрич (2006—2013)
- Дірк Кафтан (2013—2017)
- Оксана Линів (2017—2020)[5][6]

- Роланд Клуттіг[de] (2020 — дотепер)